# Oakland (Nueva Jersey)
Oakland es un borough ubicado en el condado de Bergen en el estado estadounidense de Nueva Jersey. En el año 2010 tenía una población de 12.754 habitantes y una densidad poblacional de 561,85 personas por km².

## Geografía
Oakland se encuentra ubicado en las coordenadas 41°1′53″N 74°14′24″O / 41.03139, -74.24000.

## Demografía
Según la Oficina del Censo en 2000 los ingresos medios por hogar en la localidad eran de $86,629 y los ingresos medios por familia eran $93,695. Los hombres tenían unos ingresos medios de $62,336 frente a los $41,092 para las mujeres. La renta per cápita para la localidad era de $35,252. Alrededor del 1.7% de la población estaba por debajo del umbral de pobreza.